# Карло Грано
Карло Грано (на италиански: Carlo Grano) е италиански римокатолически духовник, титулярен солунски архиепископ (1958 - 1967), апостолически нунций в Италия (1958 – 1967), кардинал-свещеник на „Свети Марцел“ от 1967 година.

## Биография
Роден е на 14 октомври 1887 година в Рим, Италия. На 14 юли 1912 година е ръкоположен за свещеник в Рим от титулярния константинополски патриарх Джузепе Чепетели. На 14 декември 1958 година папа Йоан XXIII го назначава за титулярен солунски архиепископ и за апостолически нунций в Италия. Ръкополагането му е извършено на 27 декември 1958 година от Йоан XXIII Римски в съслужение с падуанския епископ Джироламо Бортиньон и с белунския и фелтренски епископ Джоакино Мукчин.
На 26 юни 1967 година е повишен в кардинал-свещеник на „Свети Марцел“. Кардинал Грано участва в първата (11 октомври 1962 – 8 декември 1962), втората (29 септември 1963 – 4 декември 1963), третата (14 септември 1964 – 21 ноември 1964) и четвъртата сесия (14 септември 1965 – 8 декември 1965) на Втория ватикански събор.
Умира на 2 април 1976 година.